# 宋皇宴酒
宋皇宴酒是中國河南省尉氏县大营镇出产的一种白酒，为新兴的地方酒种，源于2004年成立的私企酒厂，后数度迁厂、改名。酒厂最初为其他生产酱香型白酒和兼香型白酒的酒厂提供生产原浆酒，自2010年中期开始推出自己的品牌，以“宋皇宴”命名。宋皇宴酒乃以高粱、小米、小麦、大米、玉米为原料，经大曲泥池发酵俩月、蒸馏取酒等传统工艺酿成的酱香型和兼香型白酒，为一地方品牌，现主要销售市场在尉氏县当地。